# محوطه پرک
محوطه پرک مربوط به دوره اشکانیان - سده‌های اولیه دوران‌های تاریخی پس از اسلام است و در شهرستان خرم‌آباد، بخش پاپی، دهستان کشور، ۳ کیلومتری شمال غربی روستای سنگتراشان واقع شده و این اثر در تاریخ ۲۸ اسفند ۱۳۸۵ با شمارهٔ ثبت ۱۸۵۶۷ به‌عنوان یکی از آثار ملی ایران به ثبت رسیده است.